# Kola (nápoj)

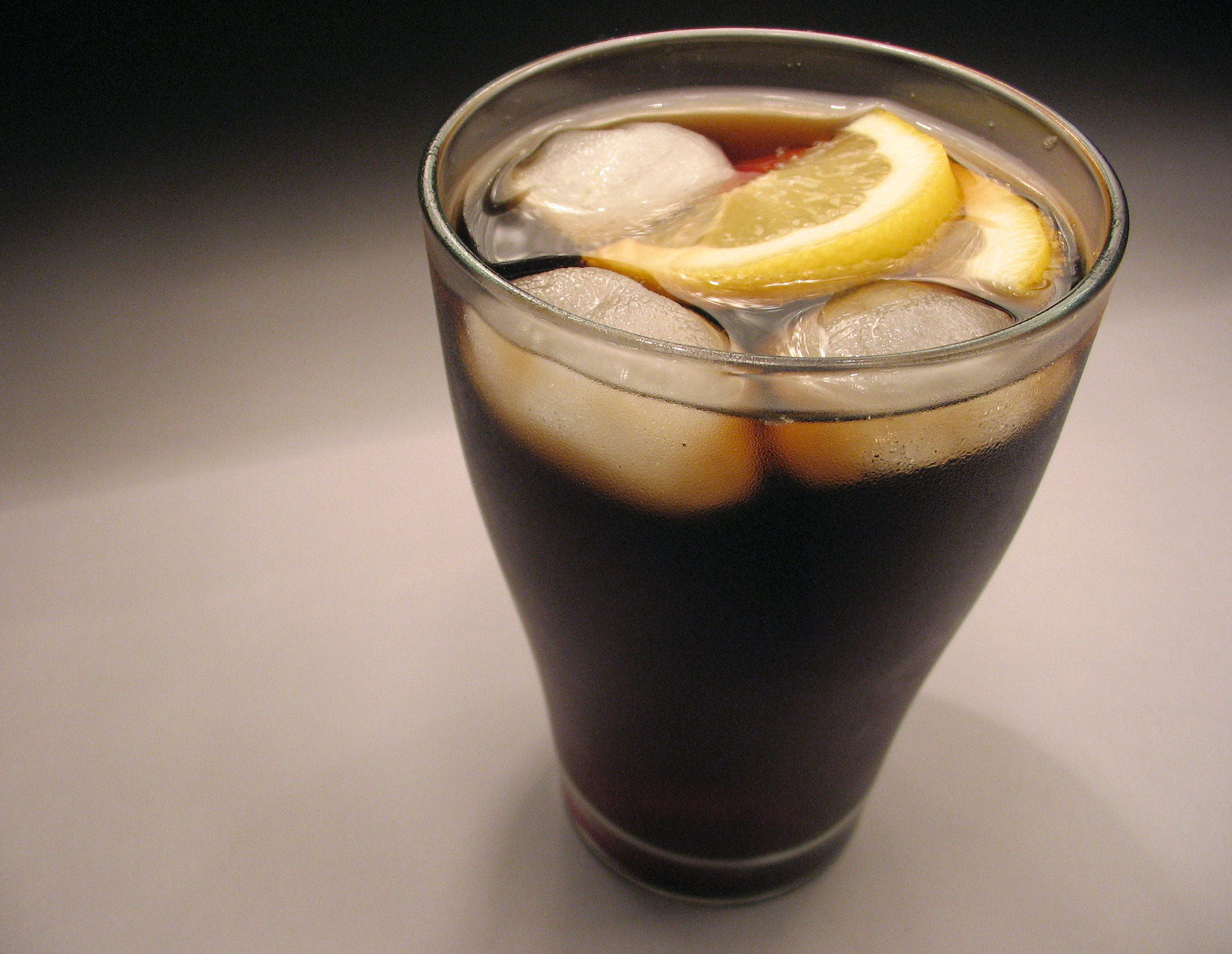
Sklenice koly s ledem a citronem

Kola (řidčeji cola) je druh sladkého nealkoholického nápoje syceného oxidem uhličitým, obvykle obarveného karamelem a obsahujícího kofein.
Název pochází od názvu oříšku kola, semena kolovníku, který byl původně používán jako zdroj kofeinu. První koly se začaly vyrábět v druhé polovině 19. století.
Existuje několik desítek značek nápojů tohoto typu (a mnohem více lokálně vyráběných kol bez obchodní značky). Nejznámější výrobci kolových nápojů jsou Coca-Cola, Pepsi, Royal Crown Cola známá jako RC Cola a v Česku Kofola. Existuje také volný recept (open source) na kolový nápoj s názvem OpenCola.
Jako „kola“ se může nazývat i příchuť k různým potravinářským výrobkům, která má stejnou nebo podobnou chuť jako kolové nápoje.

## Kolové nápoje

Logo Coca-Coly

Logo Pepsi Coly od roku 2008

(číslování znamená pořadí podílu na českém trhu)[zdroj?]
1. Kofola
2. Coca-Cola
3. Pepsi-Cola

- Royal Crown Cola známá jako RC Cola
- Citrocola (od r. 1972, později výrobu pod názvem Citro Cola obnovila Kofola a. s.)
- OpenCola
- Arocola (Pražské cukrárny a sodovkárny, později výrobu pod názvem Aro Cola obnovil obchodní řetězec ARO)
- Pragocola (Pražské cukrárny a sodovkárny)
- Kolikola (Sodovkárna Kolín)
- Kolaloka – Kolalokova limonáda (viz Limonádový Joe, ze stejného filmu pochází také lihuprostá alkoholická limonáda Whiskola)
- Kofča – náhražka Kofoly
- nikola (značka fresssh)
- Cola od Birellu (značka Birell)[1][2]
- Horský pramen – Kolča (NUTREND D.S., a.s.)
- Riwer cola
- BILLA Cola (značka BILLA)